# Carlos Isaac Muñoz Obejero
Carlos Isaac Muñoz Obejero (Navalmoral de la Mata, Càceres, Extremadura, 30 d'abril de 1998), conegut com a Carlos Isaac, és un futbolista espanyol que juga com a lateral dret pel Córdoba CF.

## Carrera de club
Carlos Isaac es va incorporar al planter de l'Atlètic de Madrid el 2015 a l'edat de 17 anys, procedent del CD Diocesano. Va fer el seu debut com a sènior amb el filial el 10 de setembre de 2017, com a titular, en un partit de Segona Divisió B a casa contra Celta de Vigo B que acabà 1–1.
El 9 de març de 2018, Carlos Isaac va renovar el seu contracte fins al 2020. El seu debut a La Liga va arribar el següent 1 d'abril, com a titular en un 1–0 a casa contra el Deportivo de La Coruña.
El 29 d'agost de 2020, agent lliure, Carlos Isaac va signar contracte per tres anys amb el Deportivo Alavés, sent immediatament cedit a l'Albacete Balompié de segona divisió per la temporada. Aproximadament un any després, es va traslladar a un altre equip de segona divisió, el Reial Oviedo, també en un contracte temporal.
El 4 d'agost de 2022, Carlos Isaac va signar un contracte de tres anys amb l'FC Vizela de la Primeira Liga portuguesa. El 17 de gener següent, però, va tornar a l'Alba i va signar un contracte indefinit de dos anys i mig amb el club.
El 31 de juliol de 2024, Carlos Isaac va cessar el seu vincle amb Albacete i va signar un contracte d'un any amb el també equip de segona divisió Córdoba CF l'endemà.